# Thelypteris aculeata
Thelypteris aculeata är en kärrbräkenväxtart som beskrevs av Alan Reid Smith. Thelypteris aculeata ingår i släktet Thelypteris och familjen Thelypteridaceae. Inga underarter finns listade.